# Kleincirkel

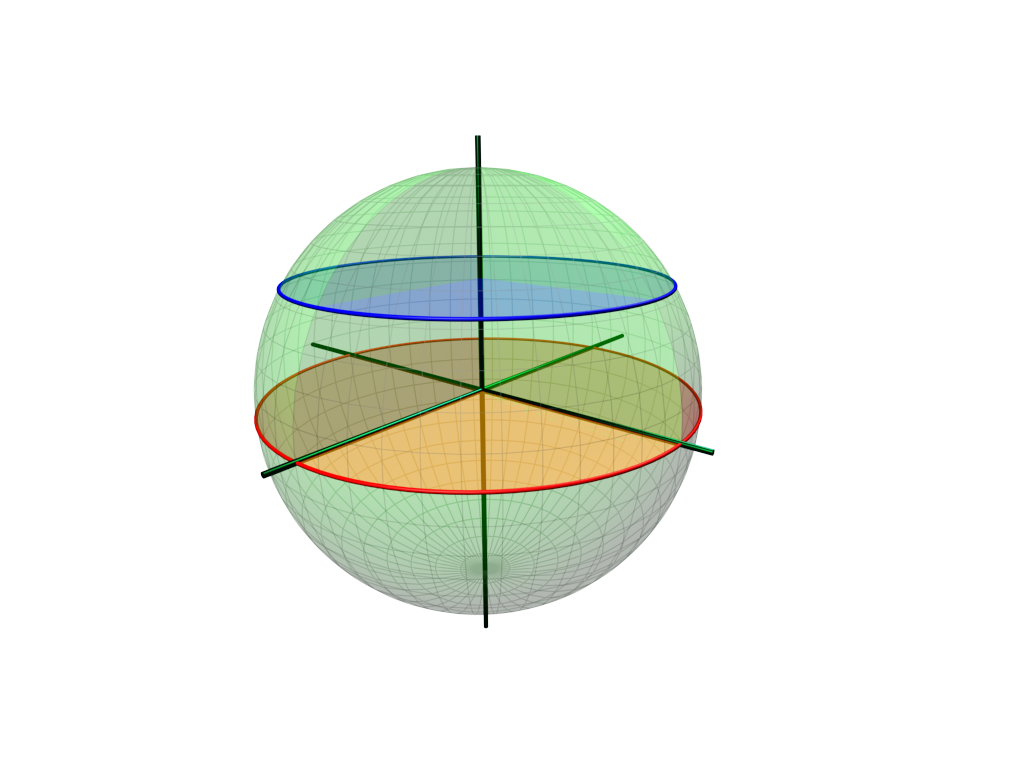

Een kleincirkel of kleine cirkel van een bol is de doorsnede van die bol met een vlak dat niet door het middelpunt van de bol gaat. Kleincirkels hebben altijd een kleinere diameter dan de bol zelf. Een deel van een kleincirkel op een boloppervlak is niet de kortste afstand tussen twee punten.
Alle parallellen behalve de evenaar zijn kleincirkels. Voorbeelden van kleincirkels op het oppervlak van de Aarde zijn de Kreeftskeerkring en de Steenbokskeerkring, alsmede de noord- en de zuidpoolcirkel.
Een grootcirkel is een cirkel op een boloppervlak, waarvan de diameter wel gelijk is aan de diameter van de bol.
Evenaar · Poolcirkel · Noordpoolcirkel · Zuidpoolcirkel

Keerkring · Kreeftskeerkring · Steenbokskeerkring